# Sungai Mancur
Sungai Mancur is een bestuurslaag in het regentschap Bungo van de provincie Jambi, Indonesië. Sungai Mancur telt 1189 inwoners (volkstelling 2010).